# سیلور اکسپلورر
سیلور اکسپلورر (به انگلیسی: Silver Explorer) یک کشتی است که طول آن ۱۰۸ متر (۳۵۴ فوت ۴ اینچ) می‌باشد. این کشتی در سال ۱۹۸۹ ساخته شد.